# Campbell Best
Campbell Best (ur. 12 marca 1986 na Wyspach Cooka) – piłkarz z Wysp Cooka grający na pozycji napastnika w Tupapa Rarotonga.
Od 2011 roku jest zawodnikiem Tupapa Rarotonga.
Pierwszego gola w reprezentacji Wysp Cooka Best strzelił 22 listopada 2011 w przegranym 2:3 meczu w el. do MŚ 2014 przeciwko reprezentacji Samoa. W tym meczu strzelił także drugiego gola.